# Rajhradice
Rajhradice település Csehországban, a Brno-vidéki járásban. Rajhradice Otmarov, Rebešovice, Měnín, Rajhrad és Opatovice településekkel határos. Lakosainak száma 1608 fő (2024. január 1.).

## Népesség
A település lakosságának változását az alábbi diagram mutatja:
| Lakosok száma | 546  | 712  | 789  | 1266 | 1186 | 1263 | 1378 | 1505 | 1479 | 1608 |
|               | 1869 | 1900 | 1921 | 1961 | 1980 | 2011 | 2016 | 2019 | 2021 | 2024 |